# とびUO!プール
とびUO!プール（とびうおぷーる）は、富山県魚津市北鬼江2898-3に所在する公立の屋内プール施設である。ありそドームの敷地内に所在している。
愛称の『とびUO!プール』は、2024年11月13日に応募数237件の中から1点が選定されたものである。

## 概要
魚津市総合体育館内に所在していた室内温水プールの老朽化を受けて、2022年3月に整備計画が策定され、同年6月に中西正佳建築設計事務所を設計の委託候補者として選定し、同月に建設に係る予算案が可決、同年の設計業務完了を経て、2023年10月より建設予定地のありそドーム第1駐車場において、地下埋設排水管がプール建物の下を通らないよう移設する先行工事を開始、2023年11月に施工業者が決定した。
当初は2025年3月24日を工期末としていたが、屋根を支える木材（CLT）と鉄骨の複合による梁の施工において、資材不足などで想定以上に時間を要していることから、同年6月末頃に延長されることになった。これにより市民プールの令和6年度末での廃止を取り止め、新プールがオープンするまで継続利用されることになった。
2025年7月26日に内覧会が行われ、同年8月1日にオープン。なお、同日から8月31日までは魚津市内の小中学生限定で無料開放される。

## 施設
下記の施設はすべて屋内にある。
- 25mプール
  - 2m×6レーン　水深1.1m。
- 幼児用プール
  - 13.5m四方　水深0.5m。
  - 底面にはカニやシロエビなど富山湾の生物が描かれている[4]。

## 建物諸元
鉄骨一部木造平屋建て、延床面積1,822m2、総事業費は約17億2,400万円（うち工事費は16億3,000万円）。
- 設計 - 中西正佳建築設計事務所[4]
- 建築主体工事 - 関口組・東城（仮称）魚津市室内温水プール整備事業建築主体工事 共同企業体[2]
- 機械設備工事 - マツバラ工務店・ユウホー設備（仮称）魚津市室内温水プール整備事業 機械設備工事 建設工事共同企業体[2]
- 電気設備工事 - 日本海電業株式会社魚津支社[2]

建物は自然通風や自然採光の積極的な取り入れおよび、高断熱化や太陽光発電の導入により建物の消費エネルギーの抑制を行う設計となっている。屋根はありそドームと同様曲線の形状で全長37mのCLT（直交修成板）梁19本で屋根を形づくったダイナミックなデザインが特徴である。ガラスは結露の発生しにくい複層ガラスを使用している。

## 開館時間
出典→
- 平日・土曜日 - 13:00 - 21:00
- 日曜日・祝日 - 10:00 - 17:00

火曜は定休日である。また、じゃんとこい魚津まつりなどのイベントの開催により短縮開館となる場合がある。